# Österreichischer Kino-Wochenbericht vom nördlichen und südlichen Kriegsschauplatz

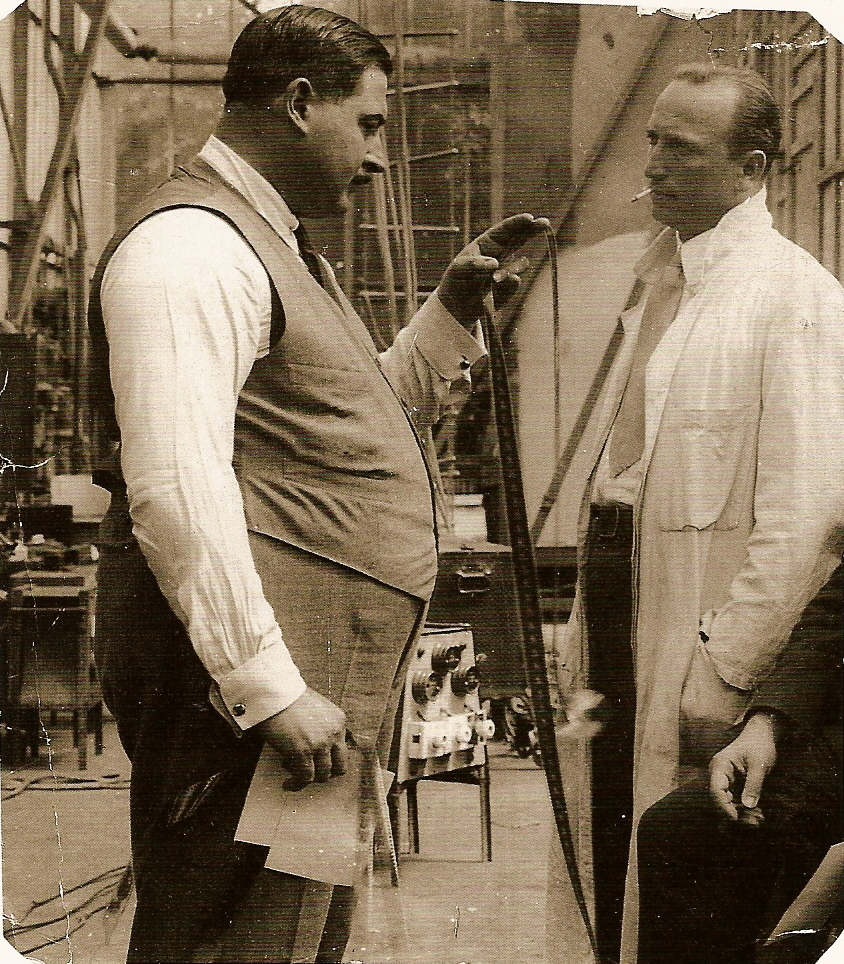
Alexander Joseph „Sascha“ Graf Kolowrat-Krakowsky (links) um 1915/1916.

Österreichischer Kino-Wochenbericht vom nördlichen und südlichen Kriegsschauplatz war der Titel einer der ersten veröffentlichten Kriegswochenschauen auf dem österreichischen Markt. Ausgestrahlt wurde der Österreichische Kino-Wochenbericht vom nördlichen und südlichen Kriegsschauplatz unter verschiedenen Namen von 1914 bis 1918.

## Geschichte
Die ersten Versuche einer Wochenschau in Österreich wurden bereits ein Jahrzehnt vor dem Ausbruch des Ersten Weltkriegs von französischen Filmgesellschaften initiiert. Diese ersten Wochenschauberichte wurden hauptsächlich von der Pathé Frères produziert, welche 1904 von Paris aus nach Wien expandierte. Neben den vor Ort produzierten Berichten vertrieb die Pathé Frères ihre in Frankreich hergestellten Wochenschauen, welche so schnell internationale Bekanntheit erlangten. In den Jahren 1908 und 1909 folgten mit Gaumont und Société Eclair zwei weitere französische Filmunternehmen, welche österreichische Wochenschauen produzierten. Erst durch den Ausbruch des Ersten Weltkriegs und dem damit verbundenen Importverbot für ausländische Filme wurde es der österreichischen Filmindustrie möglich, sich von der ausländischen, vor allem französischen, Konkurrenz zu befreien, da es dieser nicht mehr erlaubt war, Filmmaterial nach Österreich einzuführen. Als einer der ersten beschaffte sich Alexander Joseph Graf Kolowrat-Krakowsky  bereits im August 1914 durch seine guten Beziehungen die Bewilligung für Filmaufnahmen von Kriegsschauplätzen und begann nur wenige Monate später mit der Umsetzung seiner Idee einer Wochenschau. Vorbild für den Österreichischen Kino-Wochenbericht vom nördlichen und südlichen Kriegsschauplatz war die Wochenschau Kriegs-Journal der Wiener Kunstfilm-Industrie, welche bereits ab September 1914 wöchentlich in den Kinos zu sehen war. Anfang des Jahres 1915 wurde der Österreichische Kino-Wochenbericht vom nördlichen und südlichen Kriegsschauplatz in Kinematographische Kriegsberichterstattung und nur wenige Monate später in Sascha-Kriegswochenbericht umbenannt. Ab 1915 bemühte sich Graf Kolowrat zusätzlich um die Stelle als Leiter der Filmexpositur des K.u.K. Kriegspressequartiers, welche dafür zuständig war, Filme über das Kriegsgeschehen und die K.u.K. Armee zu produzieren. Im November 1915 wurde er mit der Leitung der Dienststelle, welche unter dem Oberkommando des Generalmajors Maximilian von Hoen stand, beauftragt. Dort arbeitete er eng mit späteren bekannten Filmschaffenden wie dem Regisseur Gustav Ucicky und dem Kameramann Hans Theyer zusammen.

## Produktion

### Herausgeber
Der Österreichische Kino-Wochenbericht vom nördlichen und südlichen Kriegsschauplatz wurde von der Sascha Filmindustrie gemeinsam mit dem Filmverleih Philipp & Pressburger und der Österreichisch-Ungarische Kinoindustrie Gesellschaft herausgegeben und erstmals Ende des Jahres 1914, nur wenige Monate nach dem Ausbruch des Ersten Weltkriegs, ausgestrahlt. Die Sascha Filmindustrie wurde 1910 von Alexander Joseph Graf Kolowrat-Krakowsky in Pfraumberg in Böhmen gegründet und übersiedelte 1912 nach Wien. Zur Zeit des Ersten Weltkriegs war die Sascha Filmindustrie neben der Wiener-Kunstfilm die größte Filmproduktionsgesellschaft in Österreich. Im April 1916 entstand aus der bereits bestehenden Zusammenarbeit der Sascha Filmindustrie mit dem deutschen Filmproduzenten Oskar Meßter und dessen österreichischer Tochterfirma Meßter-Film die Oesterreichisch-ungarische Sascha-Meßter-Film Gesellschaft m.b.H., später Sascha-Meßter-Film. Knapp vor Ende des Ersten Weltkriegs, im September 1918, wurde das Unternehmen mit dem Filmverleih Philipp & Pressburger, welcher schon maßgeblich an der Produktion des Österreichischen Kino-Wochenbericht vom nördlichen und südlichen Kriegsschauplatz beteiligt war, zusammengelegt und zur Sascha Filmindustrie AG umbenannt.

### Der Österreichische Kino-Wochenbericht als Propagandainstrument
Mit dem Aufkommen der ersten eigenen Wochenschauen und der ersten Propagandafilme in Österreich zu Beginn des Ersten Weltkriegs wurde das Medium Film erstmals bewusst zu propagandistischen Zwecken eingesetzt und gewann somit eine immense Bedeutung für Österreich-Ungarn. Neben dem Demonstrieren der eigenen Stärke, lag die Aufgabe der Wochenschauen einerseits darin, während des Krieges für das Volk meinungsbildend zu wirken und andererseits darin, eine etwaige militärische Niederlage zu einem moralischen Sieg umzuwandeln. Die gängigsten Methoden hierfür waren, wie man genauer in dem Artikel Propaganda im Ersten Weltkrieg nachlesen kann, die Herabwürdigung der Gegner, das Hervorheben der eigenen Stärke, der Fokus auf Kampf- und Siegesmoral sowie der Verweis auf die Notwendigkeit, sein eigenes Land zu unterstützen, ob durch Ablegen des Kriegsdienstes oder den Kauf von Kriegsanleihen. Man erhoffte sich davon, im Volk den Patriotismus und das Vertrauen in den Staat selbst zu stärken. Inhaltlich standen die Kriegsgeschehen, die Ereignisse an der Heimatfront, die K.u.K. Armee und das repräsentative Bild des Kaiserhauses im Fokus. Auffällig ist allerdings, dass alle ausgestrahlten Wochenschauen und Propagandafilme, darunter auch der Österreichische Kino-Wochenbericht vom nördlichen und südlichen Kriegsschauplatz, während des Ersten Weltkriegs vom K.u.K. Kriegsarchiv unter militärischer Aufsicht streng zensiert wurden und deshalb kaum Aufnahmen des eigentlichen Kampfgeschehens, und wenn doch, dann nur in idealisierter Form, zu sehen waren. Der Österreichische Kino-Wochenbericht wurde wöchentlich, nachdem er der Zensur vorgelegt worden war, in den Kinos vor den eigentlichen Spielfilmen gezeigt und erreichte somit ein großes Publikum. Zwar waren die Kinobetreiber nicht dazu verpflichtet, die Wochenschauen auszustrahlen, jedoch konnte eine Weigerung ihrerseits auch zu Zwangsmaßnahmen führen, was sehr deutlich zeigt, dass bereits zu Beginn des Ersten Weltkriegs das Potenzial der Wochenschauen für die Propagandamaschinerie erkannt wurde.